# Olivier Giroud
Olivier Jonathan Giroud (* 30. September 1986 in Chambéry) ist ein französischer Fußballspieler. Der Mittelstürmer steht in der Ligue 1 beim OSC Lille unter Vertrag und ist ehemaliger Nationalspieler. Dabei war in seinen Anfangsjahren, die er lediglich bei unterklassigen Vereinen absolvierte, nicht absehbar, dass der Torjäger später bei einigen der renommiertesten Klubs in England und Italien eine wichtige Rolle spielen und sich in Frankreichs Nationalelf zu einer der erfolgreichsten Persönlichkeiten – sowohl hinsichtlich der Zahl seiner Einsätze als auch seiner Treffer – entwickeln würde. Giroud ist der Rekordtorschütze der französischen Nationalmannschaft.

## Karriere

### In seinen Vereinen

#### Anfänge in Frankreich
Der groß gewachsene, als Spätentwickler geltende Stürmer wuchs in einer wohlhabenden Familie auf. Auch sein älterer Bruder spielte Fußball und gehörte dem Nachwuchszentrum der AJ Auxerre an. Erster Fußballverein in Oliviers Kindheit war der OCF Froges, wenige Kilometer nördlich von Grenoble zuhause. 2001 gewann er mit der U-16-Regionalauswahl der Rhône-Alpes die Coupe des Régions und erzielte im Endspiel auch einen Treffer. Im Erwachsenenbereich begann seine Karriere 2005 beim Zweitligisten Grenoble Foot, bei dem er auch schon als Jugendlicher ausgebildet worden war. Nachdem er in zwei Jahren nur zu 23 Einsätzen kam und sein Trainer Mehmed Baždarević ihm prophezeite, dass er kein Erstliga-Niveau besäße und es selbst in der zweiten Liga schwer haben werde, wechselte er 2007 auf Leihbasis zum FC Istres in die dritte Spielklasse, in der er sich mit 14 Saisontreffern erstmals bestätigen konnte. 2008 unterschrieb er beim FC Tours und kehrte somit in die zweite Liga zurück. Dort gelang dem Angreifer der Durchbruch; in der Saison 2009/10 wurde er mit 21 Treffern Torschützenkönig der Ligue 2 und Ende 2009 von France Football zum besten Spieler der Liga ausgezeichnet. Von seinem dortigen Trainer Daniel Sanchez, selbst früher ein torgefährlicher Angreifer, habe er besonders viel über das Verhalten im Sturmzentrum gelernt.
Anschließend erhielt er ein Angebot von Celtic Glasgow und war schon bereit, es anzunehmen, doch Louis Nicollin, der Präsident von Erstligist HSC Montpellier, überzeugte ihn mit den Worten „Willst du dich damit langweilen, gegen Kilmarnoche [sic!] zu spielen? Komm' lieber zu uns, da hast du mehr zu lachen.“ davon, in Frankreich zu bleiben. In Montpellier entwickelte Giroud sich auf Anhieb zum Stammspieler und Leistungsträger (zwölf Punktspieltreffer in seiner ersten Saison). Zwölf Monate später hatte er es auf 21 Tore gebracht und war damit der erfolgreichste Torjäger der Ligue 1. Im selben Jahr gewann er mit Montpellier zudem den französischen Meistertitel.

#### Giroud in der Premier League
Zur Saison 2012/13 verpflichtete der FC Arsenal Giroud. Am ersten Spieltag gab er sein Debüt für Arsenal, als er gegen den FC Sunderland für Lukas Podolski eingewechselt wurde. Sechs Wochen später erzielte er mit dem 1:1-Ausgleich im Stadtderby gegen West Ham United sein erstes Tor für seinen neuen Arbeitgeber und gab auch noch die Vorlage zur 2:1-Führung durch Theo Walcott. Im Sommer 2017 bekam er in Alexandre Lacazette einen französischen Konkurrenten auf seiner Position als Sturmspitze; Giroud war bereit, diese Herausforderung anzunehmen. Doch als Arsenal Ende Januar 2018 mit Pierre-Emerick Aubameyang einen weiteren Angreifer verpflichtete, wechselte er zum Lokalrivalen FC Chelsea.

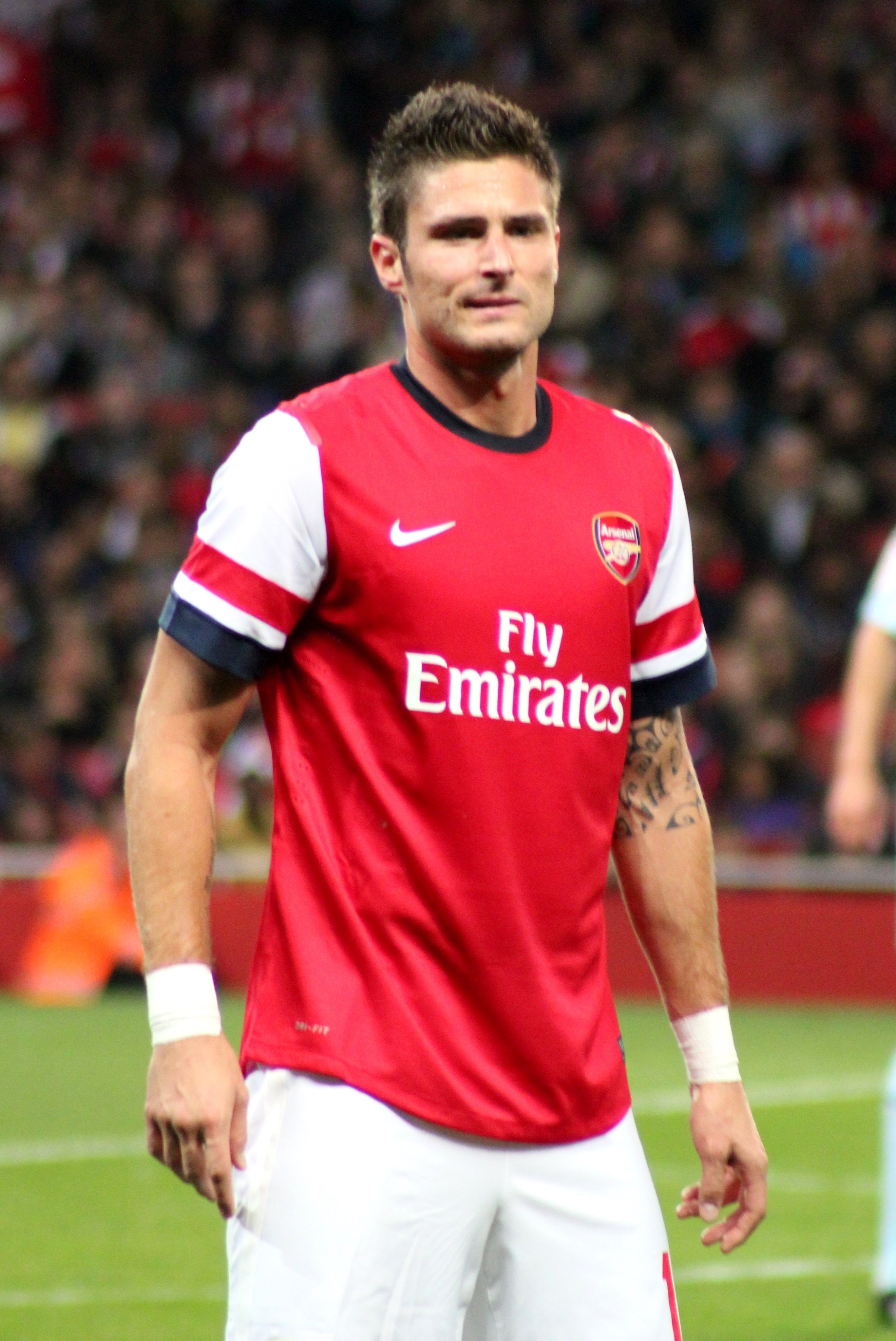
Giroud beim FC Arsenal (2012)

Das von Arsenal und Borussia Dortmund favorisierte „Koppelgeschäft“ des Aubameyang-Transfers, wonach Giroud an die Dortmunder hätte ausgeliehen werden sollen, lehnte dieser trotz eines eigener Aussage zufolge erstklassigen finanziellen Angebots aufgrund der kurzen Vertragslaufzeit und der Tatsache, dass er und seine Familie sich in England sehr wohl fühlen, ab. Von den Blues wurde er mit den Worten angekündigt, er sei „tödlich mit dem Kopf und chirurgisch mit seinen Füßen“. Der Vertrag wurde später bis 2020 verlängert. Ende Mai 2019 gewann er mit den Londonern das Europa-League-Finale gegen seinen Ex-Klub; in diesem Wettbewerb wurde er mit elf Treffern – einer davon im Endspiel – bei 14 Einsätzen zudem Torschützenkönig. In der Wechselperiode (Januar 2020) verdichteten sich dennoch die Anzeichen dafür, dass Giroud die Stamford Bridge vorzeitig verlässt; mit Inter Mailand gab es bereits konkrete Verhandlungen, ehe Manager Frank Lampard einen Schlussstrich zog und eine vorzeitige Vertragsauflösung kategorisch ausschloss. Und da der Sturmführer Anfang 2020 vor der Ligaunterbrechung aufgrund der Coronavirus-Pandemie auch weiter wichtige Treffer für die Blues erzielte – so gegen Tottenham Hotspur und, im FA Cup, den FC Liverpool –, zog der Verein die Option für eine Vertragsverlängerung bis zum Sommer 2021, obgleich er mit Hakim Ziyech und Timo Werner auch zwei neue, jüngere Angreifer verpflichtete. Lampard begründete dies mit den Worten „Seit ich wieder bei Chelsea bin, war Olivier als Profi und als Mensch brillant. Er hilft der Mannschaft sowohl auf dem Platz wie außerhalb des Spielfelds“.
Im Dezember 2020 erzielte Giroud bei dem mit 4:0 gewonnenen Champions-League-Spiel beim FC Sevilla alle vier Treffer, was zuvor noch keinem anderen Chelsea-Spieler in einem europäischen Vereinswettbewerb gelungen war. Gut zwei Monate später und dann unter dem Lampard-Nachfolger Thomas Tuchel bedeutete sein per Fallrückzieher erzieltes Tor im Achtelfinal-Hinspiel bei Atlético Madrid zugleich den Endstand der Begegnung. Chelsea zog ins Finale ein, in dem die Londoner Manchester City mit 1:0 besiegten. Giroud kam im Finale nicht zum Einsatz, war jedoch mit sechs Treffern erfolgreichster Schütze von Chelsea des Turniers.
Giroud ist von Haus aus ein Linksfuß, der aber auch etliche seiner Tore mit rechts erzielt hat. Für seine Körperlänge gilt er als technisch überdurchschnittlich stark; zudem gewann er beispielsweise in der Saison 2011/12 71 % seiner Kopfballduelle – die allermeisten davon im Mittelfeld bei der Annahme beziehungsweise Weiterleitung von langen Pässen aus der eigenen Abwehr –, während er in der Nähe des gegnerischen Tores den Ball bevorzugt mit den Füßen spielt (2011/12 lediglich ein Punktspieltreffer per Kopf). Ende 2017 hat France Football seine Stärken und Schwächen im Vergleich mit dem fünf Jahre jüngeren Lacazette analysiert. Demnach zeichnet ihn neben seinen Torjägerqualitäten insbesondere aus, dass er aufgrund seiner körperlichen Präsenz (1,93 m, 92 kg) eine gegnerische Abwehr über 90 Minuten beschäftigen und ermüden kann, im Strafraum ein nahezu blindes Wissen um die Laufwege seiner Mitspieler – und die technischen Fähigkeiten, diese zu bedienen – hat sowie seine Bereitschaft, bei gegnerischen ruhenden Bällen nahe dem eigenen Tor auch regelmäßig defensiv auszuhelfen.

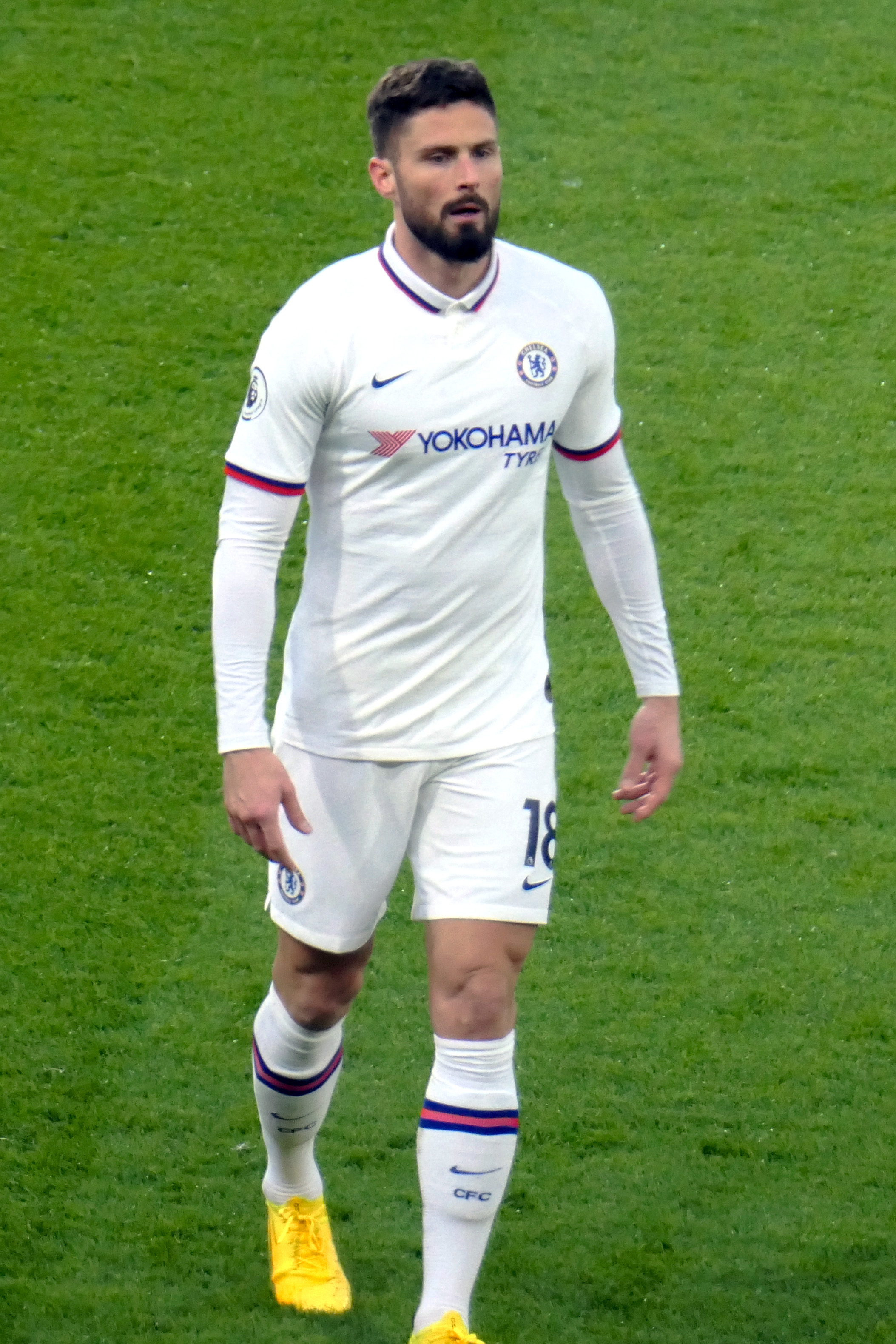
Giroud im Trikot des FC Chelsea (2020)

Dass Giroud auch schon während des Jahres 2019 bei Chelsea immer weniger Einsatzzeiten bekam, in der Nationalmannschaft hingegen nahezu unverzichtbar ist, erklärte Robert Pires, der ihn beim FC Arsenal kennengelernt hat:

„Er widersteht allen Stürmen, selbst einem Hurrikan der Stärke 5, [denn] er ist fest im Boden verwurzelt. Er kennt seine Stärken, seine Schwächen und hat kein Problem damit, nicht von jedermann geschätzt zu werden. … Er spielt leistungsstark und effizient, hat seine Ziele fest im Blick, [und selbst wenn er] kritisiert wird, akzeptiert er dies, allerdings auch immer mit einem feinen Lächeln.“

Diese Einstellung begründet der Trainer Guy Stéphan damit, dass der Stürmer an Kritik wachse, weil er „schon immer kämpfen musste. Das ist ein Bestandteil seiner Geschichte. Wer hätte 2010 an eine solche Karriere geglaubt?“

#### AC Mailand
Nach neun Jahren in England wechselte Giroud zur Saison 2021/22 in die italienische Serie A zur AC Mailand, bei der er sich bis 2023 verpflichtete und in einem Aufgebot unter anderem mit Zlatan Ibrahimović steht. Im April 2023 verlängerte er seinen Vertrag um ein weiteres Jahr bis Sommer 2024. In seinem ersten Heimspiel für seinen neuen Verein erzielte Giroud gegen Cagliari Calcio gleich zwei Tore. Als der Angreifer im Februar 2022 mit zwei Treffern das prestigeträchtige Derby della Madonnina gegen Inter Mailand entschied, machte der Altinternationale Bixente Lizarazu sich öffentlich dafür stark, ihn wieder in die Nationalelf zu berufen. Am letzten Spieltag im Mai 2022 sicherte der Stürmer seiner Mannschaft mit zwei weiteren Treffern den Zwei-Punkte-Vorsprung vor dem Lokalrivalen und damit den italienischen Meistertitel. Die folgende Spielzeit schloss Milan als Tabellenvierter ab, wozu Giroud an der Seite von Rafael Leão 13 Tore beigetragen hatte. In den ersten drei Punktspielen der Saison 2023/24 stand er jeweils in der Startelf und traf darin viermal, dreimal davon per Strafstoß.

#### Los Angeles FC
Zum 1. Juli 2024 wechselte Giroud in die Major League Soccer zum Los Angeles FC. Der 37-Jährige unterschrieb einen Vertrag bis zum 31. Dezember 2025 mit der Option auf ein weiteres Jahr. Mit dem Gewinn des Lamar Hunt U.S. Open Cup im September 2024 konnte er auch in Nordamerika einen Titel erringen. Im Finale gegen Sporting Kansas City gelang ihm mit dem Tor zum zwischenzeitlichen 1:0 sein zweiter Pflichtspieltreffer für seinen neuen Arbeitgeber. Seinen ersten Treffer für den LAFC erzielte Giroud zuvor im Finale des Leagues Cup gegen die Columbus Crew, welches allerdings mit 1:3 verloren wurde. Im Sommer 2025 wurde sein Vertrag in Los Angeles aufgelöst.

#### OSC Lille
Im Juli 2025 wechselte er zurück nach Frankreich, wo er sich dem OSC Lille anschloss.

### In der Nationalmannschaft
Als B-Jugendlicher nahm Olivier Giroud an mehreren Sichtungslehrgängen für die Jahrgangsnationalauswahl teil, fand aber keine Berücksichtigung. Anfang November 2011 wurde er erstmals vom Nationaltrainer Laurent Blanc für die A-Nationalmannschaft Frankreichs nominiert, der den bereits 25-Jährigen in den beiden Begegnungen gegen die USA und Belgien auch einwechselte. Seinen ersten Treffer im Nationaldress erzielte er am 29. Februar 2012 beim 2:1-Sieg in Bremen gegen Deutschland. Blanc berief den Angreifer, der auch ein uneigennütziger Torvorbereiter ist, in das französische Europameisterschaftsaufgebot 2012 und wechselte ihn dort in drei der vier Spiele Frankreichs ein. Dabei gelang Giroud, dessen Mannschaft im Viertelfinale gegen den Titelverteidiger und späteren Europameister Spanien ausschied, kein Tor.
Unter Blancs Nachfolger Didier Deschamps wurde der Angreifer im Herbst 2013 wiederholt anstelle von Karim Benzema als Sturmspitze in der Startelf nominiert; dabei erzielte er in den beiden Matches im Oktober prompt drei Tore für die Bleus. Im Mai 2014 wurde er von Deschamps in den französischen Kader für die Weltmeisterschaftsendrunde in Brasilien berufen und kam dort in sämtlichen fünf Begegnungen der Franzosen zum Einsatz, dreimal allerdings nur als Einwechselspieler. Er stand 2016 auch im französischen Aufgebot für die Europameisterschaft im eigenen Land; im Eröffnungsspiel des Turniers erzielte er Frankreichs ersten Treffer beim 2:1 über Rumänien. Seine drei Tore plus zwei Assists bei dieser EM bescherten ihm die Auszeichnung mit dem Bronzenen Schuh der UEFA.
Auch bei der WM 2018 stand Giroud in Deschamps’ Kader, wurde in sämtlichen französischen Spielen eingesetzt und gewann mit Frankreich den Weltmeistertitel. Wenngleich er bei diesem Turnier keinen Treffer erzielte, betonte der Nationaltrainer während und nach dem Wettbewerb die Bedeutung des Angreifers: „Er weist ein anderes Spielverständnis auf. Er öffnet anderen den Raum, Tore zu schießen. Wenn er nicht dabei ist, merkt man umso mehr, wie nützlich er ist.“ Und nach den ersten EM-Qualifikationsspielen im März 2019, in denen Giroud auch wieder als Torschütze in Erscheinung getreten war, erklärte France Football ihn zu einem der großen Gewinner im blauen Trikot, der „seine Kritiker einmal mehr zum Schweigen gebracht“ habe. Das Fachblatt wies zudem darauf hin, dass unter seinen sechs Toren in neun dieser Begegnungen drei spielentscheidende Treffer gegen Island, die Türken und Moldawien gewesen sind.

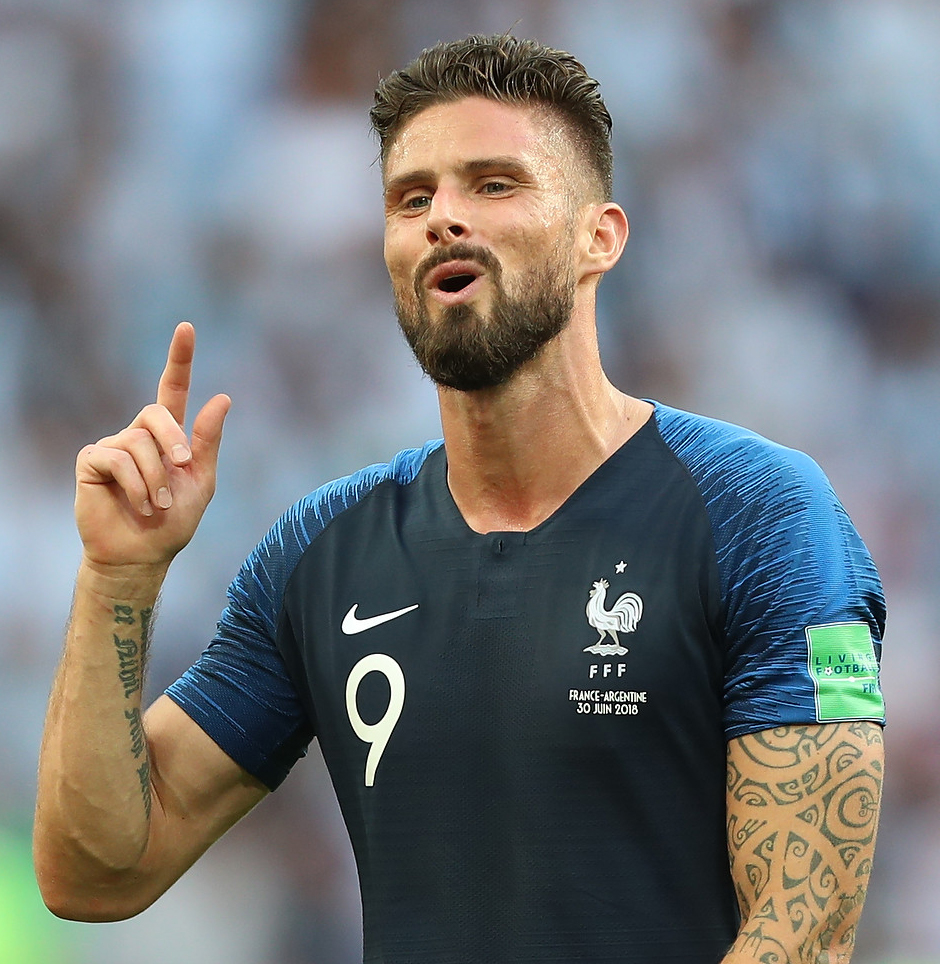
Giroud als Nationalspieler (2018)

Das Konkurrenzverhältnis auf der Mittelstürmerposition zwischen Giroud und Benzema, den Deschamps zwischen 2015 und 2021 nicht mehr berücksichtigt hatte, beschäftigte in dieser Zeit wiederholt die Öffentlichkeit. So machte France Football sich bereits 2017 für Benzemas Rückkehr zu den Bleus stark; das Fachblatt argumentierte, er sei im Verein immer noch der eindeutig beste und erfolgreichste aktive Stürmer Frankreichs, trüge gerne wieder den blauen Dress, die Justiz habe ihn mittlerweile „sozusagen weißgewaschen“ und auch Verbandspräsident Noël Le Graët halte seine Berücksichtigung nunmehr wieder für akzeptabel – alleine der Nationaltrainer sei nicht bereit, in dieser Frage über seinen Schatten zu springen. Der Madrilene fachte die Diskussion im März 2020 mit seiner über Instagram verbreiteten Erklärung, was er von seinem Nachfolger halte, erneut an: Zwar erkenne er an, dass Giroud „von einem gewissen Nutzen [sei], weil er sich nicht scheut, im Kohlenkeller zu arbeiten“. Aber er stelle sich die Frage, ob die Zuschauer diese Spielweise liebten; und ohnehin sei der Vergleich Girouds mit ihm so, als ob man „die Formel 1 mit einem Gokart“ vergleiche, um anzufügen „Ich weiß, dass ich die Formel 1 bin“. Giroud widmet diesem Thema in seiner Autobiographie einen längeren Abschnitt; darin verliert er kein schlechtes Wort über den Kontrahenten, den er „als Mensch und als Spieler mit unleugbaren Qualitäten respektiert“.
Bei der Europameisterschaft 2021 standen beide Sturmspitzen im französischen Aufgebot. Giroud kam nur noch zu zwei Kurzeinsätzen und erzielte dabei aus dem Spiel heraus keinen Treffer; allerdings verwandelte er im entscheidenden Elfmeterschießen des Achtelfinals gegen die Schweiz sicher. Neun Monate später berief Deschamps Giroud wieder in sein Aufgebot, wenn auch erst, nachdem Benzema verletzungsbedingt abgesagt hatte; gegen die Elfenbeinküste in der Startelf, wies der Angreifer mit dem Ausgleichstor umgehend seinen Wert nach und erzielte auch vier Tage später gegen Südafrika einen Treffer. In der Folge zählte der inzwischen 36-Jährige Ende 2022 auch zum Aufgebot bei der Weltmeisterschaft in Katar, wo er mit den Franzosen Vizeweltmeister und zudem drittbester Torschütze des Turniers wurde. Benzema hatte zu diesem Zeitpunkt seinen endgültigen Rücktritt aus der Nationalelf erklärt. Ebenso gehörte Giroud im November 2023 zu Deschamps’ 23er-Kader für zwei EM-Qualifikationsspiele, in denen er zwei weitere Tore schoss.
Aufnahme in den „Hunderterklub“ fand Giroud exakt eine Woche nach seinem 34. Geburtstag. In diesem Spiel gegen die Ukraine übertrug Trainer Deschamps ihm die Rolle des Mannschaftskapitäns, der Jubilar erzielte zudem zwei Tore; damit überholte er Michel Platini als zweiterfolgreichsten Torjäger der französischen Länderspielgeschichte. Beim ersten Weltmeisterschaftsspiel 2022 schoss er wiederum zwei Treffer und zog dadurch mit Thierry Henry, dem bis dahin erfolgreichsten Schützen in der Geschichte der Bleus, gleich; mit einem weiteren Tor im WM-Achtelfinale setzte er sich alleine an die Spitze dieser Wertung.
Außerdem ist Giroud hinter Hugo Lloris und Lilian Thuram der Franzose mit den drittmeisten Länderspieleinsätzen (Stand: 25. Juni 2024).
Nach dem Ausscheiden im Halbfinale der Europameisterschaft 2024 gegen Spanien beendete Olivier Giroud seine Nationalmannschaftskarriere, während der er in 137 Spielen 57 Tore für Frankreich geschossen hat; darunter waren elf Doubles und (2017) ein Triple.

## Persönliches
Im Mai 2012 ließ sich Giroud für die Titelseite der Homophilen-Zeitschrift Têtu fotografieren und begründete dies damit, er wolle so „dazu beitragen …, etwas an der Sichtweise und an den Mentalitäten [zu] ändern“. Er ist verheiratet und Vater dreier Kinder. 2020 veröffentlichte er eine Autobiografie, deren Titel „Toujours y croire“ („[Man muss] Immer daran glauben“) kennzeichnend für seinen sportlichen Werdegang ist, über den er rückblickend feststellt:

„Ich musste mich gegen Widerstände behaupten. Meine Karriere war davon gezeichnet, dass ich immer etwas beweisen musste. Dass ich meine Stellung verdient habe. Dass ich zurecht auf meiner Position oder in einer Mannschaft stehe. Manchmal hatte ich das Gefühl, das Leben sei ungerecht, aber ich habe nie aufgegeben.“

Einen nicht unerheblichen Teil dieser Kraft bezieht er aus seinem Glauben.

## Palmarès

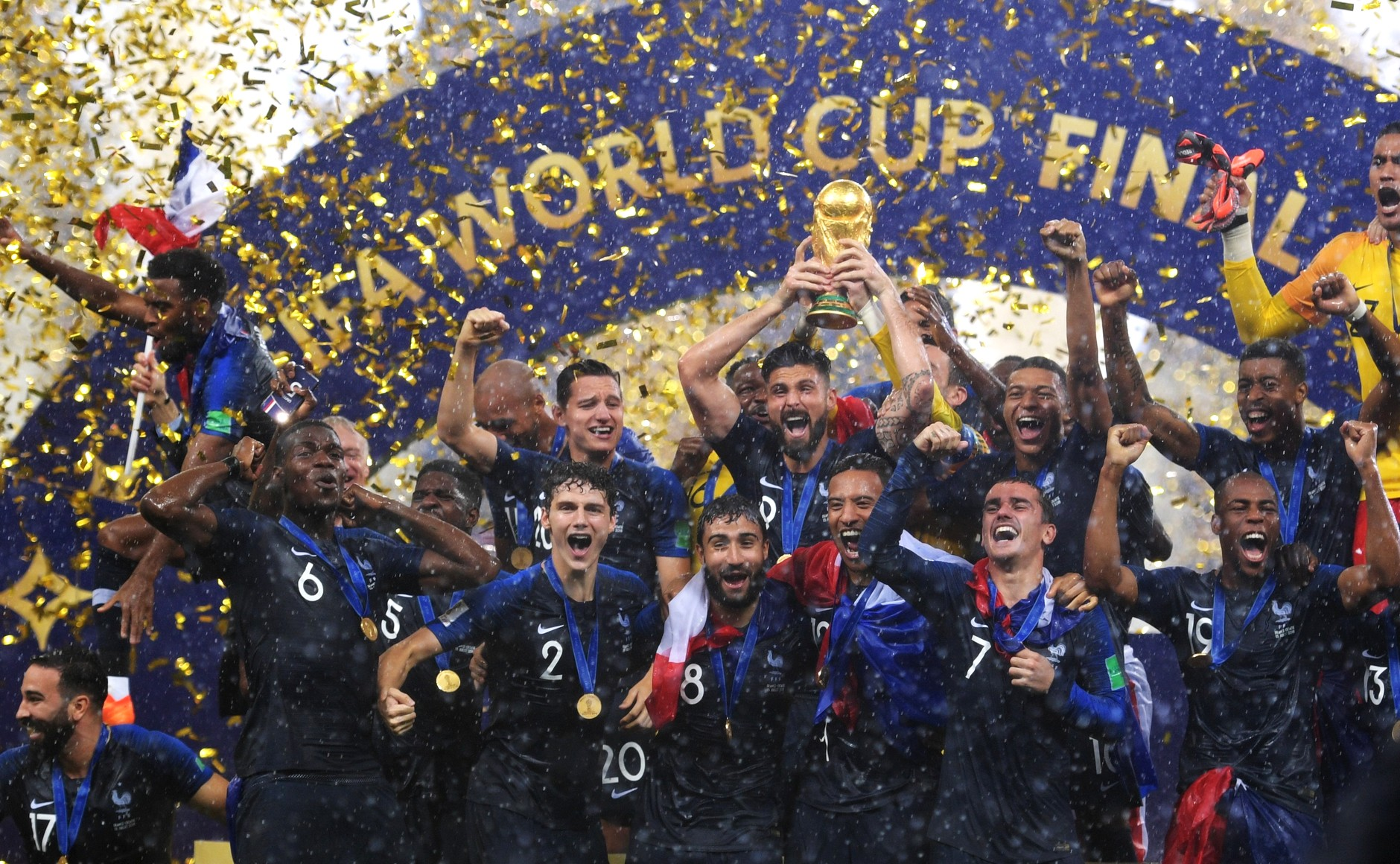
Giroud mit dem WM-Pokal (2018)

### Nationalmannschaft
- Fußball-Weltmeisterschaft
  - Weltmeister: 2018
  - Vizeweltmeister: 2022
- UEFA Nations League
  - Sieger: 2021

### Vereine
International
- Champions-League-Sieger: 2021 (FC Chelsea)
- Europa-League-Sieger: 2019 (FC Chelsea)

Frankreich
- Meister: 2012 (HSC Montpellier)

England
- Pokalsieger (4): 2014, 2015, 2017 (alle FC Arsenal), 2018 (FC Chelsea)
- Supercupsieger (3): 2014, 2015, 2017 (alle FC Arsenal)

Italien
- Meister: 2022 (AC Mailand)

USA
- Pokalsieger: 2024 (Los Angeles FC)

### Persönliche Auszeichnungen
- Torschützenkönig (3): Ligue 2 2009/10 (21 Tore), Ligue 1 2011/12 (21 Tore), UEFA Europa League 2018/19 (11 Tore)
- Gewinner des Bronzenen Schuhes bei der Europameisterschaft 2016 (3 Tore)
- Gewinner des Bronzenen Schuhes bei der Weltmeisterschaft 2022 (4 Tore)
- FIFA-Puskás-Preis: 2017[42]
- Spieler des Jahres der Ligue 2: 2009/10
- Spieler des Monats der Premier League: März 2015

### Rekorde
- Erfolgreichster Torschütze in der französischen Länderspielgeschichte